# 1710 a tudományban
Az 1710. év a tudományban és a technikában.

## Születések
- április 25. – James Ferguson csillagász († 1776).
- május 18. - Johann II Bernoulli, svájci matematikus († 1790)
- június 10. - James Short, skót matematikus és optikus († 1768)
- William Heberden angol orvos († 1801).

## Halálozások
- szeptember 19. – Ole Rømer dán csillagász (* 1644)